# گورو میازاکی
گورو میازاکی (به ژاپنی: 宮崎 吾朗, Miyazaki Gorō) در ۲۱ ژانویه ۱۹۶۷ در توکیو ژاپن به دنیا آمد. وی پسر انیمیشن‌ساز ژاپنی، هایائو میازاکی است.

## آثار
- حکایت دریای زمین ۲۰۰۶
- بر فراز تپه شقایق ۲۰۱۱